# Indiana Motor & Vehicle Company
Indiana Motor & Vehicle Company war ein US-amerikanischer Hersteller von Automobilen.

## Unternehmensgeschichte
Das Unternehmen wurde 1900 in Indianapolis in Indiana gegründet. Es erwarb Patent der Indianapolis Automobile and Vehicle Company und begann 1901 mit der Produktion von Automobilen. Der Markenname lautete Indiana. Im gleichen Jahr endete die Produktion.

## Fahrzeuge
Die Fahrzeuge entsprachen weitgehend dem vorherigen Black. Ein Aufbau wurde Brake genannt.